# Cassina de' Bracchi
Cassina de' Bracchi è una frazione geografica del comune di Casatenovo in provincia di Lecco posta a sudest del centro abitato, verso Usmate.

## Storia
Registrato agli atti del 1751 come un villaggio milanese di 115 abitanti, pochi anni dopo incorporò la frazione di Cassina Galgiana con 257 anime complessive, e alla proclamazione del Regno d'Italia nel 1805 risultava avere 423 residenti. Nel 1809 un regio decreto di Napoleone determinò la soppressione dell'autonomia municipale per annessione a Casatenovo, ma il Comune di Cassina de' Bracchi fu poi ripristinato con il ritorno degli austriaci. L'abitato crebbe poi discretamente, tanto che nel 1853 risultò essere popolato da 638 anime, salite a 941 nel 1871. Nel 1874 un decreto di Vittorio Emanuele II, dopo che lo stesso comune lo aveva chiesto, decretò l'unione a Casatenovo.

## Località
La frazione di Cassina de' Bracchi dista circa 3,5 km dal centro del paese ed è una delle più piccole di Casatenovo.
Cassina de' Bracchi è nota perché ospita sul suo territorio la chiesa di Sant'Anna, sorta negli anni cinquanta, e l'omonima statua, datata 1909. Nel mese di luglio, in occasione della festa del paese, gli abitanti erano soliti organizzare la settimana paesana, una sette giorni di festa in onore della patrona. L'ultima edizione risale al luglio 1984 Poi ripresa nel 2009 dai ragazzi locali. La frazione fa parte, con la frazione Galgiana, della Comunità Pastorale Maria Regina di tutti i Santi di Casatenovo.

## Manifestazioni
La frazione di Cassina de Bracchi è molto ricca di manifestazioni, diverse sono le gare di ciclismo organizzate dalla squadra locale U.S. Cassina de Bracchi, attiva sul territorio dal 1976 per la promozione del ciclismo giovanile; e che fino agli anni 90 organizzava la "Festa paesana" allo scopo di raccolta fondi e di festa del paese. La festa è stata reintrodotta nel 2009 in concomitanza con la festa del patrono (Sant'Anna) con una sagra dedicata organizzata dal Sant'Anna Social Club e che da anni riscuote un grande successo. Il gruppo organizza anche la Kasaterfest, festa dedicata alle birre bavarese nel mese di settembre.